# Teddy Kollek Stadium

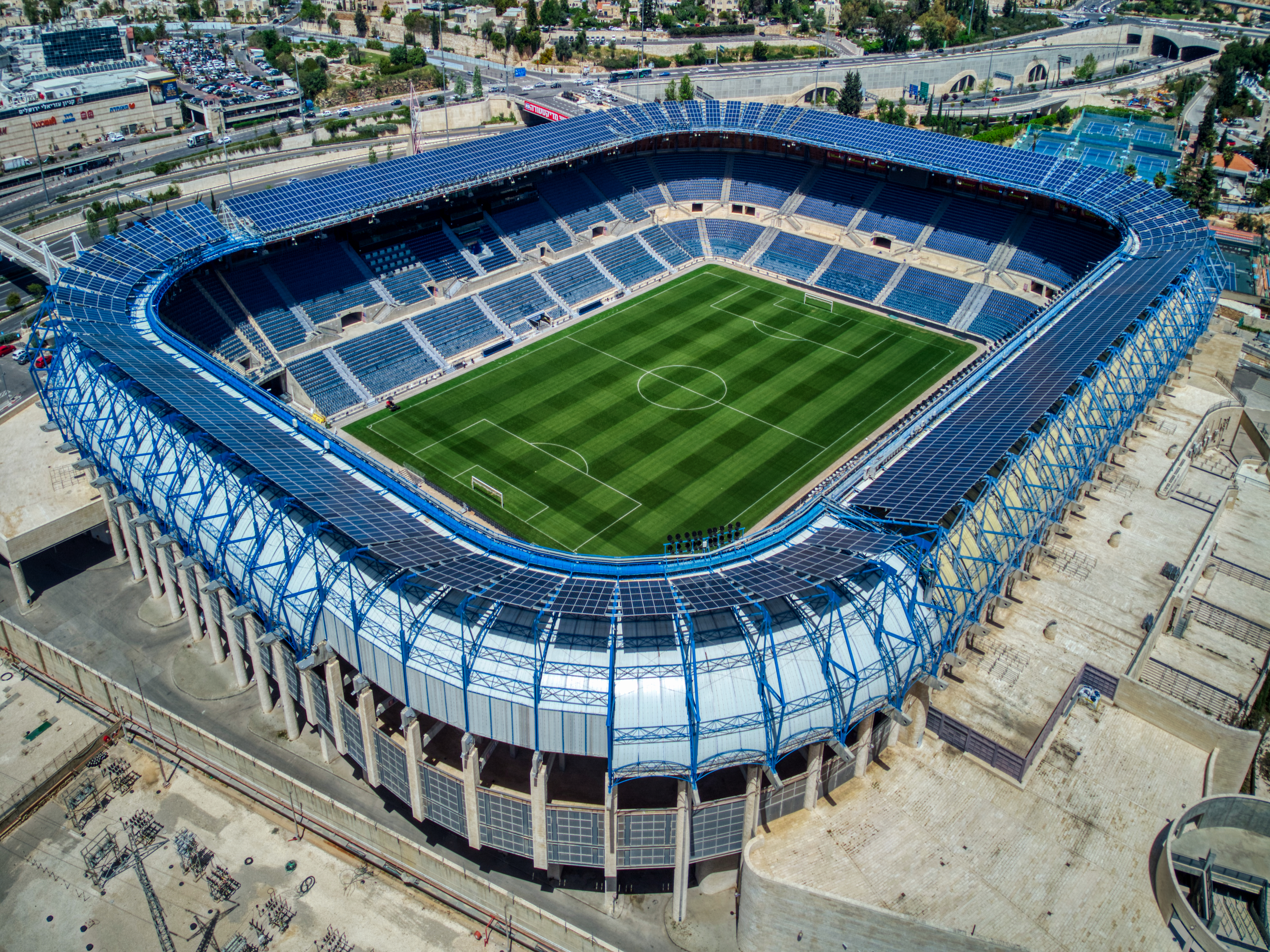
Teddy Stadium

Teddy Kollek Stadium, sportarena i Jerusalem. Hemmaplan för fotbollslagen Beitar Jerusalem FC och Hapoel Jerusalem. Arenan renoverades under 2013 inför U21-Europamästerskapet i fotboll 2013. Arenan stod som värd för finalen i mästerskapet där Spanien besegrade Italien med 4-2. Under gruppspelet avgjordes tre matcher på arenan. Teddy Kollek Stadium har i dag plats för 31 733 åskådare.